# Estación de Hernán-Valle
Hernán-Valle fue una estación de ferrocarril que existió en el municipio español de Guadix, en la provincia de Granada, perteneciente al desmantelado ferrocarril Murcia-Granada. Sus instalaciones estuvieron operativas entre 1906 y 1985.

## Historia
La estación entró en servicio en 1906 tras la finalización del tramo Guadix-Gor la línea Baza-Guadix, cuyas obras corrieron a cargo de la Granada Railway Company Limited, de capital británico Las instalaciones ferroviarias, situadas en la localidad de Hernán-Valle, pasaron en 1917 a manos de Compañía de los Caminos de Hierro de Granada (Baza-Guadix).
En 1941, tras la nacionalización de los ferrocarriles de ancho ibérico, las instalaciones pasaron a formar parte de la recién creada Red Nacional de los Ferrocarriles Españoles (RENFE). Con el paso de los años en torno a la estación se fue formando un núcleo poblacional, dependiente del municipio de Guadix, que para 1950 tenía un censo de 1011 habitantes.
En 1984 el Ministerio de Transportes y RENFE acordaron el cierre de aquellas líneas férreas consideradas altamente deficitarias, entre las que se encontraba el ferrocarril del Almanzora. El 31 de diciembre de 1984 pasó el último tren por Hernán-Valle. Al día siguiente se clausuró al tráfico la línea comprendida entre Guadix y Almendricos, lo que también supuso la clausura de la estación. Tras el cierre las instalaciones quedaron abandonadas y sin uso, estando actualmente semi-derruidas.